# Główna antyklina Donbasu
Główna antyklina Donbasu – antyklinalna struktura, dzieląca doniecką strukturę fałdową na dwie części.
Rozciągłość antykliny wynosi 270 km, a jej szerokość 8-12 km. Zbudowana jest z skał osadowych karbonu.
W jej głównej części znajdują się złoża rtęci, a w skrzydłach pokłady węgla kamiennego.